# María Teresa
María Teresa é uma telenovela venezuelana exibida em 1972 pela Venevisión.

## Elenco
- Lupita Ferrer- María Teresa (Muñeca Montiel)
- José Bardina- Román López Bello
- Ivonne Attas- Reina
- Jorge Félix- Hugo Falcon
- Reneé De Pallás- Eugenia
- Eva Blanco- Leonor
- Orángel Delfín- Alfredo Fuentes Tovar
- Carlos Subero
- Rebeca González- Any
- Néstor Zavarce- Santiago